# Румунија на Европском првенству у атлетици на отвореном 1934.
Румунија је учествовала на  1. Европском првенству у атлетици на отвореном 1934. одржаном у Торинуу од 7. до 9. септембра. Репрезентацију Румуније представљао је 1 бацач диска.
Представник Румуније није освојио медаљу, није остварио пласман међу првих осам , нити је оборион неки рекорд.

## Учесници
Мушкарци:
- Петре Хавелет — Бацање диска

## Резултати
Петре Хавелет је у квалификацијама бацања диска заузео 13 — 18. место са непознатим резултатом.